# Lemyra wernerthomasi
Lemyra wernerthomasi is een beervlinder uit de familie van de spinneruilen (Erebidae). De wetenschappelijke naam van de soort is voor het eerst geldig gepubliceerd in 1993 door Inoue.